# Palacios del Pan (kommun)
Palacios del Pan är en kommun i Spanien.   Den ligger i provinsen Provincia de Zamora och regionen Kastilien och Leon, i den nordvästra delen av landet, 220 km nordväst om huvudstaden Madrid. Antalet invånare är 274. Palacios del Pan ligger vid sjöarna  Embalse de Ricobayo och Embalse del Esla.